# Bence Szabolcsi
Bence Szabolcsi (ur. 2 sierpnia 1899 w Budapeszcie, zm. 21 stycznia 1973 tamże) – węgierski muzykolog.

## Życiorys
W latach 1917–1920 studiował prawo, historię literatury i filozofię na Uniwersytecie Budapeszteńskim. Jednocześnie od 1917 od 1921 roku uczęszczał do Akademii Muzycznej w Budapeszcie, gdzie jego nauczycielami byli Zoltán Kodály, Leó Weiner i Albert Siklós. Od 1921 do 1923 roku przebywał w Lipsku, gdzie uczył się w tamtejszym konserwatorium u Sigfrida Karga-Elerta, jednocześnie studiując muzykologię, historię i historię sztuki na Uniwersytecie Lipskim. W 1923 roku uzyskał doktorat na podstawie napisanej pod kierunkiem Hermanna Aberta pracy Benedetti und Saracini. Beiträge zur Geschichte der Monodie. Po powrocie do kraju działał jako krytyk muzyczny, jednocześnie odbywając liczne podróże celem gromadzenia materiałów do historii muzyki węgierskiej i na temat folkloru. W latach 1945–1973 wykładał w Akademii Muzycznej w Budapeszcie, w 1951 roku zorganizował tam katedrę historii muzyki.
Od 1948 roku był członkiem Węgierskiej Akademii Nauk. Kierował zorganizowanym przez siebie w 1961 roku Archiwum Bartóka, w 1969 roku przekształconym w Instytut Muzykologii Węgierskiej Akademii Nauk. Był redaktorem pism muzycznych „Uj zenei szemle” (1926–1929 i 1947–1949) i „Magyar zene” (1960–1973) oraz serii wydawniczych „Studia Musicologica Academiae Scientiarum Hungaricae” (1967–1973) i „Zenetudományi Tanulmányok” (1953–1961).
Swoją działalnością przyczynił się do stworzenia na Węgrzech nowoczesnych, zinstytucjonalizowanych badań muzykologicznych. Był autorem prac syntetycznych oraz rozpraw dotyczących szczegółowych zagadnień z dziedziny muzyki, zajmował się studiami etnograficznymi nad muzyką węgierską oraz nad jej historią od średniowiecza do czasów współczesnych. Był autorem prac na temat życia i twórczości Béli Bartóka: Bartók, sa vie et son ouevre (Budapeszt 1956, 2. wyd. 1968), Béla Bartók (Lipsk 1968) i Béla Bartók. Musiksprachen (Lipsk 1972). Opublikował ponadto pracę poświęconą historii muzyki A zene története (Budapeszt 1940, 5. wyd. 1974, 6. wyd. 1984) oraz monografię Beethoven (Budapeszt 1944, 5. wyd. 1976).